# Ед-Дахілія
Ед-Дахілія (араб. المنطقة الداخلية) — мухафаза (з 28 жовтня 2011 року) в Султанаті Оман.
- Адміністративний центр — місто Нізва.
- Площа — 31900 км², населення — 326651 чоловік (2010 рік).

## Географія
Розташована у внутрішніх областях північній частині країни.
На півночі межує з регіоном Ель-Батіна, на північному сході з мухафазах Маскат, на сході з регіоном Еш-Шаркійя, на півдні з регіоном Ель-Вуста, на заході з регіоном Ез-Захіра.
Однією з основних визначних пам'яток регіону є нещодавно відкрита печера Ель-Хута — одна з найбільших печер в країнах Перської затоки.

## Адміністративний поділ
Регіон Ед-Дахілія ділиться на 8 вілайєтів з центрами в містах:
- Нізва
- Самаїл
- Бахла
- Адам
- Ель-Хамра
- Манах
- Ізки
- Бідбід